# Reggenza di Pasangkayu
La reggenza di Pasangkayu (in indonesiano: Kabupaten Pasangkayu) è una reggenza dell'Indonesia, situata nella provincia di Sulawesi Occidentale.